# António Joaquim Ferreira da Silva
António Joaquim Ferreira da Silva (28 de Julho de 1853 - 23 de Agosto de 1923) foi um químico português, um dos maiores expoentes da ciência portuguesa. Foi o primeiro presidente da Sociedade Portuguesa de Química, Par do Reino , Conselheiro de Sua Majestade, sócio da Associação Comercial do Porto, Comendador da Ordem de S. Tiago e Cavaleiro da Legião de Honra.

## Biografia
Era o filho mais velho de António Joaquim Ferreira da Silva e de Margarida Emília Ferreira, nasceu na Quinta da Boavista (antigo mosteiro de S. Martinho de Cucujães), em Cucujães, Oliveira de Azeméis.
Depois de concluir os estudos primários, em 1865, mudou-se para o Porto, onde frequentou o liceu. Terminados os estudos preparatórios, em 1872 matriculou-se na Universidade de Coimbra, onde concluiu o bacharelato a 1876. No ano seguinte finalizou a formatura em Filosofia Natural, tendo obtido altas classificações e vários prémios.
Voltou para o Porto, entrando no magistério superior portuense, após concurso por provas públicas. Em 1877 foi nomeado Lente substituto da secção de Filosofia da Academia Politécnica do Porto, tendo apresentado no concurso como tese "Estudo sobre as Classificações Químicas dos Compostos Orgânicos". Iniciou, então, a sua carreira como professor e cientista notável.
Em 1880, contrai matrimónio com uma prima em segundo grau, de origem brasileira, Idalina de Sousa Godinho Ferreira, que lhe deu 12 filhos. Nesse mesmo ano, foi promovido a Lente proprietário, tornou-se encarregue pela regência da cadeira de Química. Em 1885 fixou-se na 8ª cadeira – Química Orgânica e Analítica. Notabilizou-se como director do Laboratório Municipal de Química do Porto e do Posto Fotométrico anexo, em 1883. Em 1884 eleito sócio correspondente da Sociedadede Química de Paris. Em 1905, institui a Revista de Química Pura e Aplicada.
Editou diversos trabalhos sobre análise química e descobriu novas reacções químicas. Foi o primeiro presidente da Sociedade Química Portuguesa, em 1911.
Foi professor da 4ª cadeira – Química Legal e Sanitária, da Escola de Farmácia do Porto, nomeado em 1902.
Em 1911 foi nomeado professor catedrático do grupo de Ciências Físico-Químicas, regendo Química Orgânica, Química Analítica e Preparatórios de Medicina. Neste mesmo ano foi eleito director da Faculdade de Ciências do Porto (Antiga Academia Politécnica).
Representou, ainda, Portugal nos Congressos de Viena de Áustria (1898), Paris (1900), Berlim (1903), Roma (1906), Bruxelas (1909) e Londres (1909).
Em Portugal, o prémio Ferreira da Silva é o mais destacado prémio de química.
Encontra-se colaboração da sua autoria na revista católica  Lusitânia  (1914).